# Der var engang to landsbyer
Der var engang to landsbyer er en dansk dokumentarfilm fra 1966 instrueret af Per Larsen efter eget manuskript.

## Handling
Et portræt af Herlev anno 1966 med historiske tilbageblik.